# Rakel Hönnudóttir
Rakel Hönnudóttir, född 30 december 1988, är en isländsk fotbollsspelare. Hon spelar i Þór och för Islands landslag. Hon deltog i EM 2009 i Finland.

## Meriter

### Utmärkelser
- Skyttedrottning i isländska andradivisionen: 2005 (29 mål på 14 matcher)
- Näst bästa målskytt i isländska högstadivisionen: 2008 (20 mål på 17 matcher)
- Skyttedrottning i isländska högstadivisionen: 2009 (23 mål på 18 matcher, delad med Kristín Ýr Bjarnadóttir)